# Tadeusz Zieliński
Tadeusz Stefan Zielinski (polaco: Tadeusz Zieliński); Faddéi Frántsevich Zielinski en ruso: Фадде́й Фра́нцевич Зели́нский (Skrzypczyńce, Ucrania, 14 de septiembre de 1859–Schöndorf, Baviera, 8 de mayo de 1944) fue un historiador, filólogo y traductor al ruso de varios autores clásicos, como Sófocles y Eurípides.
Autor de obras en polaco, ruso y alemán sobre la antigüedad clásica, el arte, cultura y religión de la Grecia antigua; los autores latinos; y la popularización de los estudios clásicos, que han sido publicadas ampliamente y traducidas a varios idiomas. 
Fue profesor de la Universidad de San Petersburgo (1890–1922) y de la Universidad de Varsovia (1922–1939). Doctor honoris causa de la Universidad Jagellónica de Cracovia (1930) y de otras doce universidades europeas.
Al castellano fue traducida su Historia de la civilización antigua (traducción de Carlos Pereyra, Madrid: M. Aguilar, 1987).